# 사랑스런 친구에게
사랑스런 친구에게(愛しき悪友へ 이토시키 토모에[*])는 2007년 8월 8일에 발매된 모닝구무스메 탄생 10년 기념대의 두 번째 싱글이다.

## 수록곡
1. 愛しき悪友へ
작사, 작곡: 층쿠 / 편곡: 다카하시 유이치
2. 未知なる未来へ
작사, 작곡: 층쿠 / 편곡: 스즈키 Daichi 히데유키
3. 愛しき悪友へ (Instrumental)

## 참여 뮤지션
※ 괄호는 트랙 번호.
- 다카하시 유이치 - 기타, 프로그래밍 (1)
- 스팅 미야모토 - 베이스 기타 (1)
- 다카오 도시유키 - 드럼 (1)
- 이가라시 고지 - 전자 피아노 (1)
- 고토 마키 - 코러스 (1, 2)
- 니이가키 리사 - 코러스 (1, 2)
- 스즈키 Daichi 히데유키 - 기타, 프로그래밍 (2)
- 가메다 고지 - 기타 (2)

## 차트
- 주간 최고 순위 15위 (오리콘 차트)